# 2人の恋は場合の数
2人の恋は場合の数（ふたりのこいはばあいのかず、原題：場合の数・朝: 경우의 수）は、2020年9月25日から11月28日までJTBCで放送された韓国のテレビドラマ。日本ではU-NEXTで独占配信されている。
友達から恋人になる「場合の数」を描いた青春ラブストーリー

## あらすじ
高校時代、何かと自分を気にかけてくれた同級生のイ・スに片想いし告白するも、友達だと言い切られ玉砕したキョン・ウヨン。イ・スはそのままシカゴの美術大学に留学し、SNSで交流する程度で会わない日々を送っていたが、それから7年後、社会人となったウヨンの目の前に再びイ・スが現れる。2人は高校時代のように距離を縮め、イ・スの事が諦めきれないウヨンは再び告白するが、またしても振られてしまう。2度の失恋にウヨンはイ・スへの思いを封印するが、それから3年後、人気フォトグラファーとなったイ・スと、アルバイトをしながら駆け出しのカリグラファーとして活動するウヨンは済州島で再会。今度こそイ・スへの想いを断ち切るためウヨンは片想いの呪いを解く行動に出るが、今度はイ・スが片想いの呪いにかかってしまう。そんなとき、2人は大手出版社のウンユ出版の代表を務めるオン・ジュンスと出会い、ジュンスは2人に仕事の依頼を持ちかける。

## キャスト
イ・ス - 演：オン・ソンウ
世界を旅する有名なフォトグラファー。
不仲な両親のもとで育ち愛に対して冷めている。ツンデレな性格でウヨンを翻弄する。
キョン・ウヨン - 演：シン・イェウン
駆け出しのカリグラファー。
高校時代から10年間片想いするイ・スに2度も振られるが忘れられず、長続きしない恋愛を繰り返している。
オン・ジュンス - 演：キム・ドンジュン
ウンユ出版代表。ウヨンにアプローチする。
キム・ヨンヒ - 演：アン・ウンジン
イ・スとウヨンの高校時代の先輩でウヨンの親友。貿易会社代理。
シン・ヒョンジェ - 演：チェ・チャノ
ヨンヒの恋人。
ハン・ジンジュ - 演：ペク・スミン
イ・スとウヨンの高校時代の同級生でウヨンの親友。検事。
チン・サンヒョク - 演：P.O
イ・スとウヨンの高校時代の同級生。居酒屋を営む。

## スタッフ
- 脚本 - チョ・スンヒ
- 演出 - チェ・ソンボム、ユク・ジョンヨン